# Parque natural de Madeira
El Parque natural de Madeira es una reserva biogenética creada para proteger la flora y fauna endémica y singular del archipiélago de Madeira. Su territorio se extiende sobre parte de todos los municipios de la isla de Madeira.
Se estableció el 10 de noviembre de 1982 con el fin de salvaguardar el patrimonio natural del archipiélago, incluyendo las especies en peligro de extinción, lo cual es una rareza en el mundo.
Este parque abarca alrededor de dos tercios de la isla de Madeira, en el que se establecen las reservas naturales parciales y totales, paisajes protegidos y áreas recreativas. Entre ellos está el bosque de laurisilva, Ponta de São Lourenço, la reserva natural de islas Desertas, la reserva natural de las islas Salvajes, la reserva natural Parcial de Garajau, reserva natural de la Rocha do Navio y la Red de Áreas Marinas Protegidas de Porto Santo.

## Geografía
- El Bosque de Laurisilva está situado en el interior montañoso de la isla y es un patrimonio natural de gran importancia científica ya que se trata del bosque nativo de Madeira, la laurisilva, reconocida por la UNESCO como Patrimonio de la Humanidad en 1999.

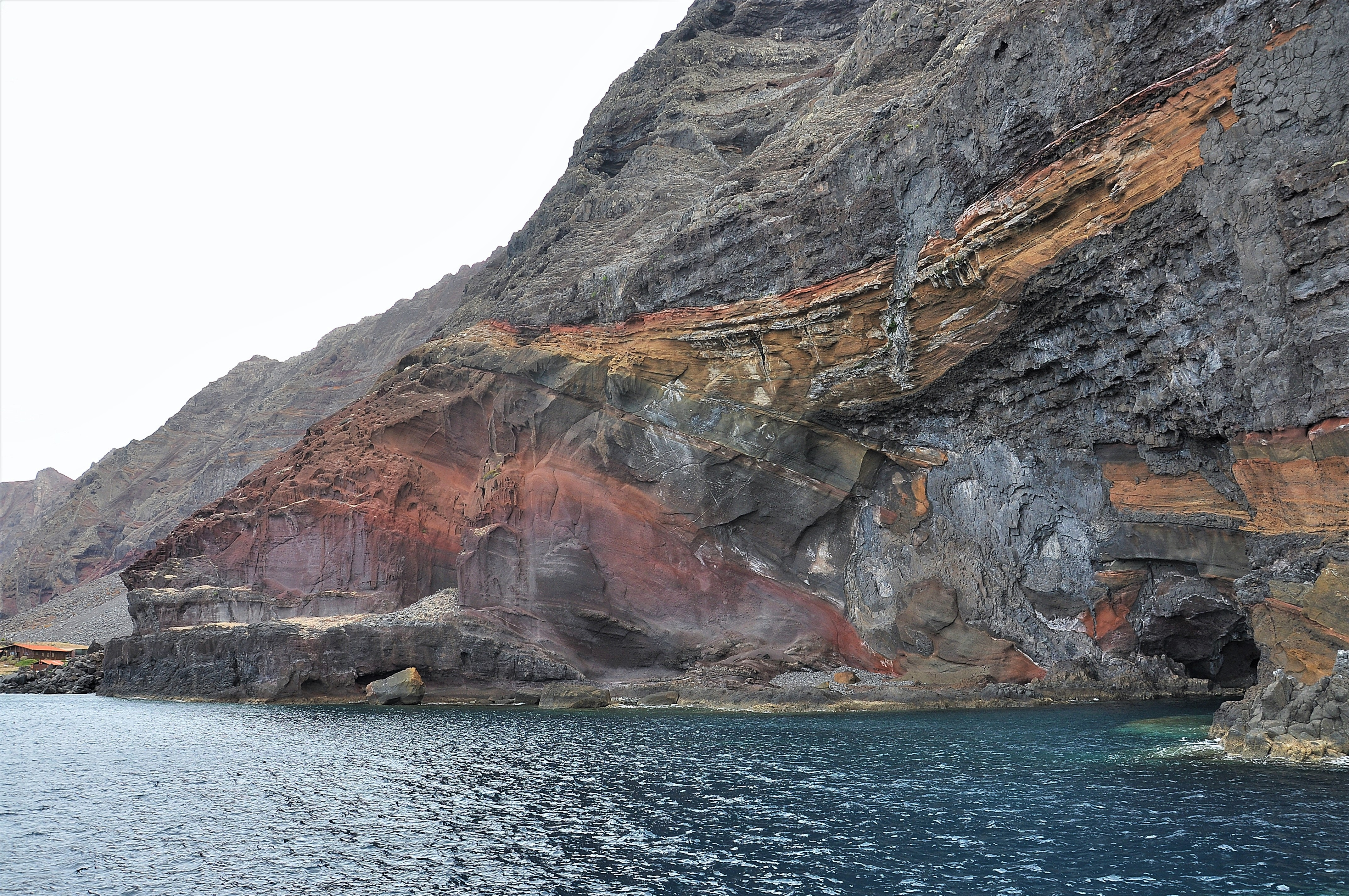
Litoral de las Islas Desertas, hábitat de la foca monje.

- La reserva natural de las Islas Desertas comprende tres islas: Ilhéu Chão, Deserta Grande y Bugio. Representa el último refugio atlántico para la foca monje (Monachus monachus), principal motivo para su creación. Para fondear cualquier embarcación o visitar Deserta Grande es necesario obtener un permiso de los Servicios del parque natural de Madeira. El acceso se realiza por mar, a través de embarcaciones privadas y/o marítimo-turísticas.

- La reserva natural de las Islas Salvajes se considera como un "santuario ornitológico", debido a las condiciones que presenta para la nidificación de aves marinas. Comprende tres islas: Selvagem Grande, Selvagem Pequena e Ilhéu de Fora. En Selvagem Pequena y en Ilhéu de Fora de las noventa especies que representan la herencia floral de las Selvagens, diez son endémicas. El acceso a la reserva se realiza por mar, a través de embarcaciones privadas o de embarcaciones marítimo-turísticas.

- La reserva natural Parcial de Garajau, en la costa sur de la isla de Madeira, está considerada una reserva marina. Entre la fauna que allí se puede observar, se encuentran algunos peces de gran tamaño, como el mero o la manta gigante y la manta mobula (Manta birostris, Mobula mobular), además de una gran variedad de otras especies costeras. El acceso se realiza por tierra a través del muelle de Lazareto o de la playa de Garajau.

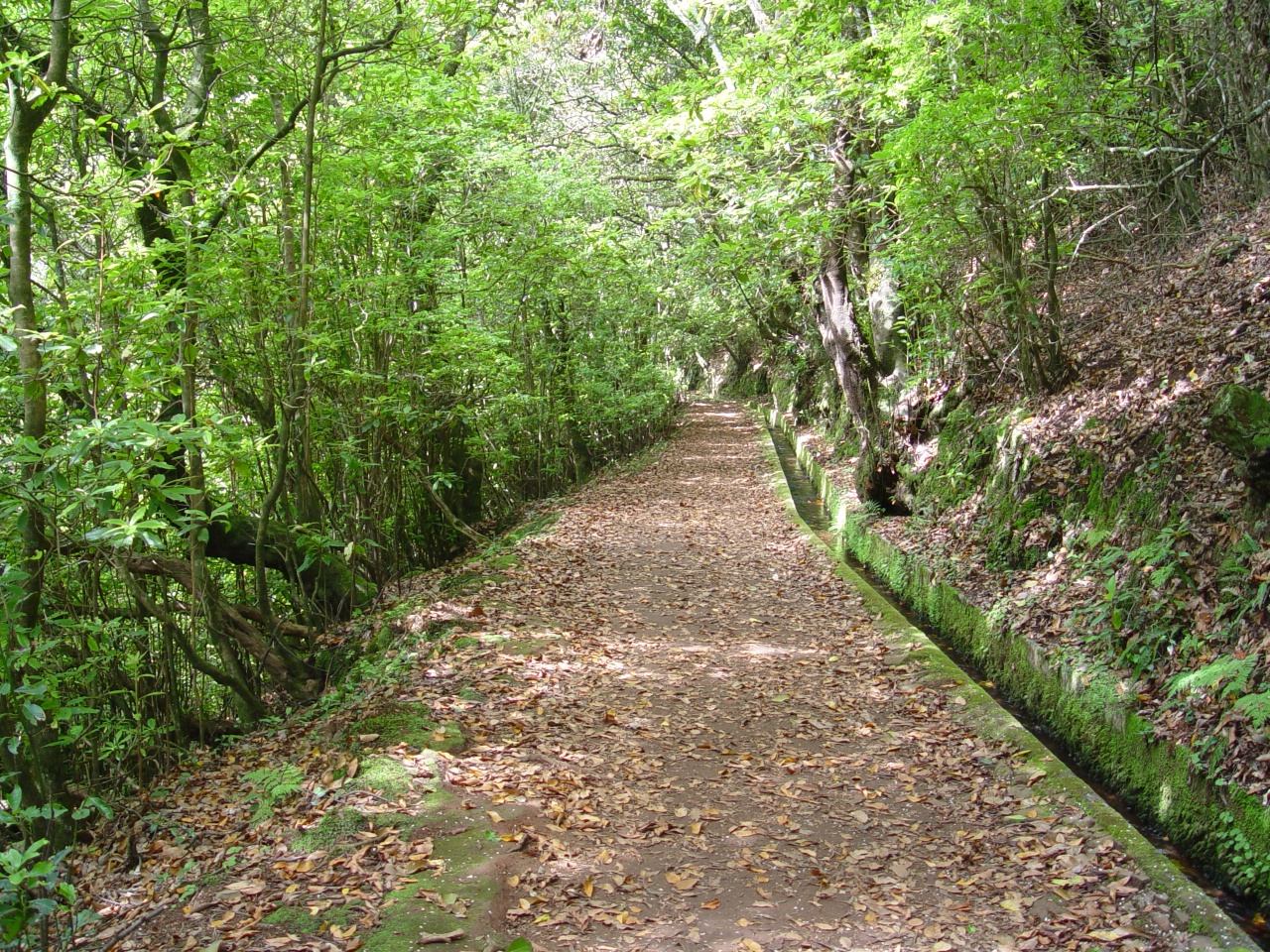
Levada do Furado.

- La reserva natural de Rocha do Navio se encuentra situada en el norte de la isla de Madeira, en el municipio de Santana y forma parte de la Red Natura 2000. Es una reserva exclusivamente marina, que incluye los islotes de Rocha das Vinhas y el de Viúva, donde se pueden observar alguna plantas propias de los acantilados naturales macaronésicos. El acceso se realiza a través del mirador de Rocha do Navio o por teleférico.

- La reserva natural de Ponta de São Lourenço se encuentra en el extremo este de la isla y cuenta con una fauna y flora peculiares.

- La red de áreas marinas protegidas de la isla de Porto Santo está constituida por las partes terrestres de los seis islotes que rodean la isla y por la parte marina que rodea el islote de Cal y el islote de Cima. Toda la parte terrestre es Zona Especial de Conservación y forma parte de la Red Natura 2000. El acceso se realiza por mar, a través de embarcaciones privadas o de embarcaciones marítimo-turísticas.

- Núcleo de Dragoeiros das Neves, situado en São Gonçalo y formado por un conjunto de dragos centenarios y un jardín con vegetación nativa del litoral de Madeira.[2]